# Viktor Ambartsumian
 (avril 2019).
Si vous disposez d'ouvrages ou d'articles de référence ou si vous connaissez des sites web de qualité traitant du thème abordé ici, merci de compléter l'article en donnant les références utiles à sa vérifiabilité et en les liant à la section « Notes et références ».
Pour les articles homonymes, voir Ambartsumian.
Viktor A. Ambartsumian ou Hambardzumyan (en arménien Վիկտոր Համբարձումյան), né le 18 septembre 1908 et mort le 12 août 1996, est un astronome et astrophysicien soviétique et arménien.

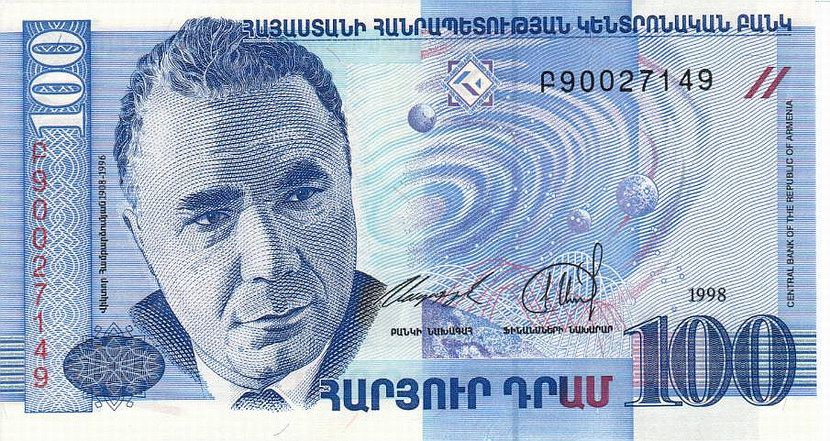
Billet de banque arménien à son effigie, 1998.

## Biographie
Viktor Ambartsumian naît à Tbilissi en Géorgie. Son nom est parfois donné comme Ambarzumian, Ambarzumyan ou Ambarzumjan. En dehors de l'Arménie, il est principalement connu sous son nom russe, Viktor Amazaspovitch Ambartsoumian (en russe : Виктор Амазаспович Амбарцумян).
Après les débuts à la faculté Mathématique-Physique de l'Université Herzen où il est orienté par le comité du parti communiste de Tiflis, il poursuit ses études à l'université de Leningrad. Il publie en 1926 un travail de recherche sur les facules. Il étudie ensuite avec Belopolsky à l'observatoire de Poulkovo de 1928 à 1931. Il crée en 1946 l'observatoire de Byurakan qu'il dirige. Ambartsumian est président de l'université d'Erevan et de l'Académie des sciences d'Arménie de 1947 à 1993. Il fait aussi partie de l'Académie des sciences de Russie depuis 1939. Il est élu président de l'Union astronomique internationale (UAI) de 1961 à 1964. Il est élu correspondant de l'Académie des sciences (France) le 22 décembre 1958 (section d'astronomie), puis associé étranger le 12 juin 1978.

## Travaux
Tandis qu'il est à Poulkovo, il enseigne à l'université de Léningrad et écrit le premier livre russe d'astrophysique théorique. Nombre de ses travaux sont basés sur sa formulation du principe d'invariance appliqué au transfert de rayonnement. Il est aussi prolifique dans le domaine de l'évolution des étoiles et des galaxies.
Il est le premier à suggérer que les étoiles T Tauri sont très jeunes et que les associations stellaires sont des groupes d'étoiles qui ne sont plus liés par la gravitation et que ces groupes sont donc en cours de dissociation (1947). Viktor Ambartsumian montre aussi que des processus évolutionnaires, tel que la perte de masse, sont en cours dans les galaxies. Il travaille sur le milieu interstellaire, les radiogalaxies et les galaxies actives.
L'astéroïde (1905) Ambartsumian porte son nom.

## Publications
- V.A. Ambartsumian, Theoretical Astrophysics. Translated from the Russian ("Teoreticheskaya astrofizika", Moscou, 1952) by J.B. Sykes, New York, Pergamon Press, 1958.
- (en) V. A. Ambart︠s︡umi︠a︡n et Rouben V. Ambartsumian (éditeur) (préf. Geoffrey Burbidge), A life in astrophysics : selected papers of Viktor A. Ambartsumian, New York, Allerton Press,‎ 1998, 279 p. (ISBN 978-0-898-64082-3 et 978-0-898-64083-0, OCLC 38218742).
- sous la direction de V.A. Ambartsumian, Problèmes de cosmogonie contemporaine, collection science pour tous, 1971

## Distinctions et récompenses
- Prix Jules-Janssen en 1956
- Médaille Bruce en 1960
- médaille d'or de la Royal Astronomical Society en 1960
- Médaille Lomonosov en 1971
- Héros du travail socialiste en 1968
- Héros national de l'Arménie en 1994[1]